# HTC U11
HTC U11 — Android-смартфон, производимый и продаваемый HTC как часть серии HTC U. Он был анонсирован 16 мая 2017 года и пришел на смену смартфону HTC 10. В Соединенных Штатах основным оператором HTC U11 является Sprint; однако он также совместим с разблокированными операторами, такими как AT&T, T-Mobile и Verizon.
23 мая 2018 года HTC представила своего преемника HTC U12+.

## Характеристики

### Аппаратное обеспечение
HTC U11 представляет собой стеклянный цельный корпус с алюминиевой рамкой, на которой расположены точки, чувствительные к давлению, для реализации HTC Edge Sense. Это позволяет пользователям управлять несколькими функциями или перемещаться по ним, нажимая на края металлического каркаса. Он оснащен 5,5-дюймовым дисплеем Super LCD 5 Quad HD (2560×1440 пикселей). Переднее стекло изготовлено из стекла Corning Gorilla Glass 5, а заднее — из стекла Gorilla Glass 3. HTC U11 оснащен аккумулятором емкостью 3000 мАч с технологией Quick Charge 3.0.
Задняя камера представляет собой датчик на 12 мегапикселей с пикселями 1,4 мкм и диафрагмой f / 1,7; он также включает в себя OIS и сверхскоростной автофокус. Фронтальная камера представляет собой сенсор на 16 мегапикселей с апертурой f/2.0 и включает EIS.
HTC U11 имеет 4 микрофона для записи 24-битного звука с углом обзора 360 градусов. Он также имеет стереодинамики HTC BoomSound Hi-Fi edition, где наушники действуют как твитер, а нижний динамик действует как низкочастотный динамик. Пыле- и водонепроницаемость включены в сертификат IP67.
Телефон поставляется с чипсетом Qualcomm Snapdragon 835 и включает либо 4 ГБ ОЗУ и 64 ГБ памяти, либо 6 ГБ ОЗУ и 128 ГБ памяти.

### Программного обеспечения
HTC U11 поставляется с Android 7.1 Nougat с наложением пользовательского интерфейса HTC Sense. HTC также в настоящее время выпускает обновления Android 8.0 Oreo (без функции Treble для независимых системных обновлений) для телефона через OTA. Предустановлены Google Assistant, Amazon Alexa и Baidu Duer (только для Китая). Alexa стала доступна только 17 июля 2017 года. HTC Sense Companion устанавливается, чтобы делать персонализированные предложения, изучая повседневные дела и предложения, основанные на местоположении пользователя.

### Продажи
15 июня 2017 года Чан Цзя-линь, президент подразделения смартфонов и подключенных устройств HTC, заявил, что HTC U11 продается лучше, чем его предшественники, HTC One M9 и HTC 10.

## HTC U11+

HTC U11+ логотип

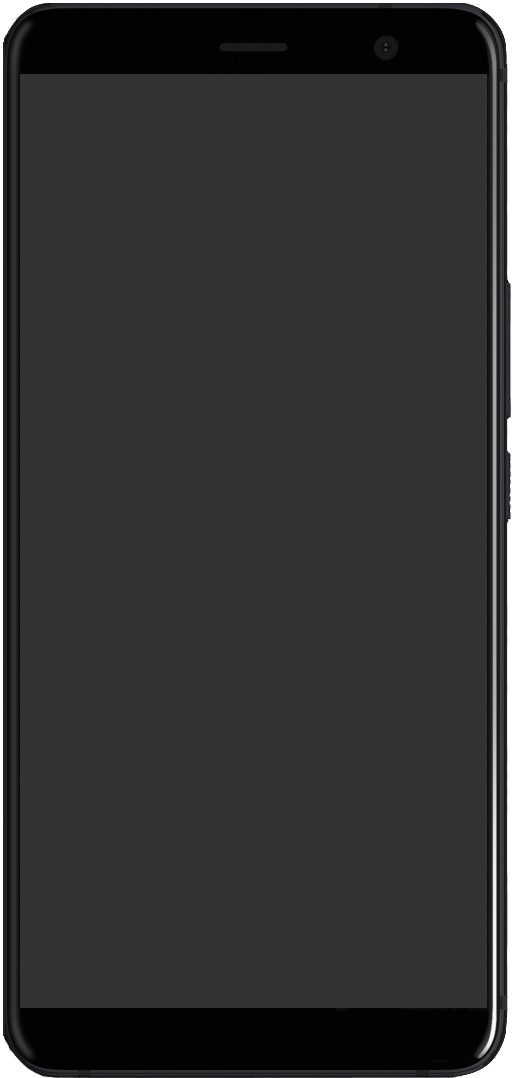
HTC U11+

HTC представила обновленную версию U11, U11+, 2 ноября 2017 года. Он оснащен 6-дюймовым дисплеем 2:1 (продается как 18:9) с более тонкими рамками, аккумулятором большей емкости, сканером отпечатков пальцев на задней панели. Сертификация IP68 для защиты от пыли и воды, а также предустановленная версия Android 8.0 Oreo. The Verge сообщил через внутренние источники, что U11+ ранее разрабатывался как преемник оригинального смартфона Pixel XL, разработанного HTC совместно с Google, под кодовым названием «Muskie», но вместо этого он был отложен в пользу версии, произведенной LG, и был преобразован в обновление для U11.

## HTC U11 Life
U11 Life — это эксклюзивный смартфон T-Mobile, который был представлен HTC вместе с U11+ в один день. Он оснащен 5,2-дюймовым дисплеем, сертифицирован IP67 для защиты от воды и пыли, 73 часа автономной работы, а также поставляется с Android 8.0 Oreo. В отличие от U11+, U11 Life имеет меньший дисплей и поставляется с платформой Android One 4-го поколения, к которой он присоединился 13 сентября 2017 года. Он основан на SoC Qualcomm Snapdragon 630 с 3 или 4 ГБ оперативной памяти.